# Менес

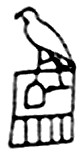
Тронне ім'я Менеса — Хор-Аха ієрогліфами

Ме́нес (ім'я «Менес» («Мін») вживається давньоєгипетським істориком Манефоном, іншими формами його імені є Міна (за Геродотом) і Менні; у перекладі з давньоєгипетської Міна означає «міцний», «потужний», «вічно стоячий») — згідно з античними авторами, які звертались до давньоєгипетської традиції, перший земний правитель Стародавнього Єгипту, основоположник І династії, який жив приблизно в XXXII, XXXI чи XXX століттях до н. е. (поширеніше датування — близько 3150 до н. е.).
Міф про Менеса ввійшов у грецьку, пізніше римську історичну традицію, свідчення про нього є в Геродота, Діодора, Манефона, Плінія Старшого, Плутарха і Клавдія Еліана. Йому приписуються заснування єгипетської держави шляхом об'єднання ворогуючих царств Верхнього і Нижнього Єгипту, і зокрема заснування Мемфісу, встановлення культів, винахід писемності (Пліній).

## Легенди про Менеса
Згідно з піздньоєгипетською і античною традицією, Менес був досвідченим воєначальником і енергійним політиком. Він підкорив Нижній Єгипет (хоча немає даних про його війну з ним) і об'єднав обидва царства, завершивши, таким чином, тривалий процес централізації Єгипту. Як наочний результат його мудрої політики з умиротворення Нижнього Єгипту можна розглядати запис про будівництво храму в Саїсі, присвяченого богині Нейт, що була божеством Півночі.
Його рідним містом був Тініс у Верхньому Єгипті (поруч з Абідосом), але він лежав не досить близько до Дельти, щоб служити йому резиденцією. Тому в даному випадку ми можемо вірити Геродоту, що стверджує, що Менес провів великий насип, відхилив плин Нілу, і на добутій площі побудував фортецю Інебу-хедж («Білі стіни», пізніше Мемфіс), що став царською резиденцією. На південь від стіни було споруджено святилище місцевому богу Птаху, що залишався богом-заступником цього міста протягом усієї його стародавньої і довгої історії. У день його відкриття Менес уперше зробив символічні обряди з'єднання папірусу (символ півночі) і лотоса (символ півдня). Він увінчав себе білою і червоною коронами, ввів титул «цар Верхнього і Нижнього Єгипту» і в урочистій процесії обійшов Білу стіну. До кінця єгипетської цивілізації фараони, включаючи тих, що носили титул Птоломеїв, повторювали цей ритуал при своїй коронації.
Один переказ, написаний на кам'яній стелі в храмі Амона у Фівах за наказом Тефнахта, батька Бокхоріса (ⅩⅩⅠ династія), проклинав Менеса за те, що він змінив життя єгиптян у гіршу сторону, оточив себе розкошами і блиском. За іншим переказом Менес встановив порядок вшанування богів і храмових обрядів. З його ім'ям пов'язувалося також уявлення про першого законодавця, засновнику культів (Апіса і крокодилів).
Історична традиція, що оповідає про першого єгипетського фараона, переказана Діодором, але його оповідання носить казковий характер, а тому має дуже сумнівну цінність. Згідно з ним, цар, полюючи у Фаюмі (відомому давнім грекам як Крокодилополь), був раптово атакований власними ж собаками і врятувався тільки тому, що кинувся в озеро, де виявився нільський крокодил, що і виніс його на протилежний берег. Щоб відзначити цей надприродний порятунок, він побудував у тому місці місто, а озеро присвятив крокодилу. Діодор повідомляє також, що цар побудував собі піраміду (насправді, пірамідальну архітектурну форму винайшов візир Імхотеп чотири сторіччя потому) в околицях міста і що єгиптяни вперше довідалися від цього царя, як поклонятися богам і жити на культурний лад; останнє, можливо, є своєрідним відлунням його діяльності по умиротворенню країни після довгого періоду анархії і кровопролиття під час боротьби за об'єднання.
Згідно з Манефоном, якого процитував Африкан, великий цар помер на 63-ому році свого правління від ран, нанесених йому бегемотом (гіпопотамом) під час полювання. Ця історія вже не здається настільки ж неймовірною, як попередня, тому що відомо, що полювання на гіпопотамів було популярною розвагою, яку дозволяли собі давньоєгипетські царі. Не виключено, однак, що ця розповідь та історія Діодора є усього лише двома варіантами того самого легендарного сюжету. Є й інше трактування смерті фараона — начебто викарбуваний давньоєгипетською мовою текст на його поховальній плиті містить свідчення про те, що він помер від укусу «Kheb», що може означати як гіпопотамів, так і шершнів. Це можливо є перше свідчення про смерть людини від тяжкої алергічної реакції — анафілактичного шоку. Однак, зважуючи на легендарність цієї особи, можливо смерть від укусу шершня, так само, як й смерть від укусів бегемотів також є легендою.

## Сучасні інтерпретації
На сучасних йому пам'ятниках Міна під своїм особистим ім'ям не згадується, уперше це ім'я згадується лише в епоху XVⅢ династії. У зв'язку з відкриттям палетки Нармера в XIX столітті, був висунутий ряд теорій, що пояснюють об'єднання Єгипту. Довгий час вважалося, що Менес ідентичний історичному Нармеру.
На сьогодні Менеса найчастіше ототожнюють з першим царем I династії, чиє тронне ім'я («хорово») передають як Хор Аха (буквально «Хор-Боєць», прибл. 3007-2975 до н. е.) Приналежність обох імен (Менес і Хор-Аха) тій самій особі було встановлено завдяки невеликому ярличку зі слонової кістки, виявленому в гробниці цариці Нейтхотеп у Нагаде, оскільки на одній і тій же його стороні поруч розташовуються, як тронне ім'я, що читається «Хор-Аха», так і ім'я по «Обом Володарям», чи по «небті», що читається як «Мін» (хоча це припущення спростували ряд дослідників). Ім'я по «небті» символізувало, що його носій був тією силою, що поєднує дві країни — Верхній і Нижній Єгипет.
У той же час, ряд єгиптологів відмовляє Менесу в історичності. Відзначається близькість його образу в античній історіографії з образами інших легендарних правителів (наприклад, Ромула). Деякі дослідники вважають, що приписувати Менесу/Хор-Аха об'єднання Верхнього і Нижнього Єгипту не зовсім правомірно, оскільки насправді цей процес завершився лише в правління фараона Ⅱ династії Хасехемуї.

## Діяльність Хор-Аха
Як вважають, на підставі археологічних даних, на правління Хор-Аха припадає початок давньоєгипетського літописання, оскільки почалося літочислення по рокам (кожен рік одержував особливу назву за примітними подіями), що знайшло своє відображення в літописі Палермского каменю.
Хор-Аха вів війни в Нубії, найменування одного з його років царювання звучить як «поразка й взяття сетіу (Нубії)». Інші найменування років свідчать про мирне правління Хор-Аха і зводяться до святкувань, виготовленню ідолів богів, відвідуванню храмів. Можливо, що цей фараон воював також і з лівійцями, на що може вказувати табличка зі слонової кістки із зображенням полонених лівійців. Однак, читання розміщених тут ієрогліфів як ім'я «Мина» залишається спірним.
Якщо погодитися з тим, що Хор-Аха був сином Нармера і Нейтхотеп, то його претензії на владу, як над Верхнім, так і над Нижнім Єгиптом були обґрунтовані правами переможця і спадкоємця, і хоча створюється враження, що не всі жителі Півночі були згодні підкорятися його владі, велика частина країни була все-таки підлегла йому, і як єгиптяни, так і лівійці шанували його і платили данину.

## Будівництво за Хор-Аха
У Нагаді збереглася гробниця, що, ймовірно, була побудована за Хор-Аха для своєї матері Нейтхотеп (Нейт-хатпі, букв. «Нейт задоволена»), на користь чого каже той факт, що в цій гробниці поряд з ім'ям фараона виявлене також і її ім'я. Крім ймовірної гробниці Нейтхотеп, збереглися ще дві великих будівлі цього царя (в Абідосі і Саккарі). Можливо, вони будувалися як його північна і південна гробниці і дали початок традиції фараонів Раннього й особливо Стародавнього царства будувати подвійні гробниці, що символізували рівноправність Верхнього і Нижнього Єгипту.
Абідоська гробниця, найбільша в північно-західній групі гробниць, була приписана Хор-Аха згідно з предметами, знайденими під час розкопок. Як і всі архаїчні гробниці в Абідосі, тут надземна частина також майже цілком розвалилася, а збереглося лише велике приміщення, вирите в ґрунті й обкладене рядами цегли. В підлозі цього підземного приміщення знайдено отвори для дерев'яних стовпів, що, очевидно, підтримували дах гробниці. Загальні розміри монумента, включаючи товсті підпірні стінки, становлять 11,7 — 9,4 м. У маленькій гробниці, що прилягає до цієї гробниці була знайдена невелика золота пластинка. На ній вигравіруване ім'я Хор-Аха, але її призначення так і залишається незрозумілим.
Північна гробниця в Саккарі являє собою набагато більш велике і претензійне спорудження; хоча по величині вона уступає гробниці цариці Нейтхотеп, але подібна з нею за загальним оформленням. Вона більш вишукана і виявляє ознаки подальшого розвитку в основному завдяки підземній усипальниці, що складається з великої прямокутної ями, висіченої в злежалому гравії й у скелі, і розділена перехресними стінами на п'ять відособлених приміщень. Ці підземні приміщення були зверху перекриті дерев'яним дахом, а вище, уже на рівні ґрунту, було зведено велике прямокутне надземне приміщення з цегли, порожнє зсередини і розділене на двадцять сім комор чи сховищ для додаткових похоронних реквізитів. Зовнішні стіни будівлі були прикрашені панелями з поглибленнями. Уся споруда була оточена двома стінами, а його розміри досягали 48,2×22 м. На північній стороні гробниці знаходився цілий ряд моделей будинків і велика могила для човна, оброблена за допомогою цегельної кладки. Могила для човна з самого початку містила в собі дерев'яний «сонячний човен», у якому дух великого царя міг подорожувати разом з небесними богами, перетинаючи небеса вдень, а вночі пливучи підземним царством.
Як в Абідосі, так і в Саккарі були виявлені предмети з ім'ям Хор-Аха. В основному це дерев'яні ярлики і глиняні печатки на посудинах. Що ж стосується гробниці в Саккарі, то там були знайдені сотні горщиків, на кожному з яких стояло царське ім'я і вказувався вміст.
З Нагади й Абідосу до нас дійшли дрібні предмети зі слонової кістки і ярлики з ім'ям Бенер-Іб, що, можливо, перекладалось як «Солодкий серцем». Гробниця цієї приватної особи була виявлена в північно-західній групі усипальниць некрополя в Абідосі поблизу споруди, приписуваної Хор-Аху, а тому не виключено, що Бенер-Іб насправді була жінкою, і навіть, можливо, дружиною цього царя.